# 31953 Bontha
31953 Bontha è un asteroide della fascia principale. Scoperto nel 2000, presenta un'orbita caratterizzata da un semiasse maggiore pari a 2,2666727 UA e da un'eccentricità di 0,0605499, inclinata di 4,67743° rispetto all'eclittica.